# Justin Göbler

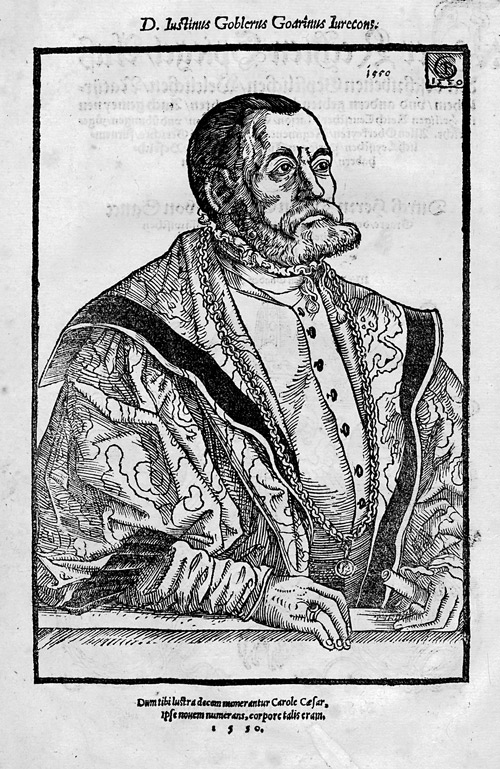
Justin Göbler mit Gnadenkette im Alter von etwa 45 Jahren, Holzschnitt 1550, gestochen vermutlich von Claude Bezoard († nach 1560)

Justin Göbler (* Ende August 1504 in Sankt Goar in der hessischen Grafschaft Katzenelnbogen; † 21. April 1567 in Frankfurt am Main; auch Justin Gobler, Justinus Goebler u. ä.) war ein deutscher Jurist und historischer Schriftsteller.

## Leben

### Studium
Justinus Göbler studierte Rechtswissenschaften an den Universitäten Mainz (1516–1519), Erfurt (ca. 1520–1521) und Bourges. In Mainz studierte Göbler zusammen mit seinem Freund Christian Egenolff in der Burse zum Schenckenberg unter anderem bei Rektor Eucharius von Hain, gen. Schlaun († 1529/30), Kanzler Johann Fürderer (genannt Kühorn) (1473–1538), Wolfgang Capito, Kaspar Hedio oder seinem geschätzten Privatlehrer Adam Weiß; Göbler erwähnt als Mainzer Kommilitonen („Schulgesellen“) auch „Doctor Petrus Espach mein lieber vätter“. In Bourges hörte er (wohl zwischen 1529 und 1533) die Rechtslehrer Andrea Alciato und Giovanni Ansovino de’ Medici (1506–1548). Er wurde nach älterer Literatur vor 1527 in Mainz vielleicht zum Lizentiaten der Rechte, aber wohl jedenfalls zum Magister artium promoviert. 1527 heiratete er in Trier oder Koblenz die Witwe Hedwig († zwischen 1564 und 1566) des Juristen und Kurtrierer Rates Ulrich Fabricius (Windemacher) (1489–1526) aus Koblenz. Der Kölner Maler Bartholomäus Bruyn der Ältere fertigte um 1531 ein Bildnis von Hedwig Gobler-Fabricius an.
Für eine von Beatus Rhenanus bei Froben in zweiter Auflage besorgte Tertullian-Gesamtedition versprach Göbler Erasmus von Rotterdam 1528, ein Manuskript von De spectaculis aus dem Nachlass von Fabritius nach Basel zu senden. Allerdings war ihm 1537 der weitere Verbleib dieses Codex nicht bekannt.

### Erbschaftsauseinandersetzung in Koblenz
Um die Morgengabe seiner Frau – eine Schuldverschreibung des Augustiner-Chorfrauen-Stifts Stuben bei Bremm über 200 Goldgulden, die Hedwig und ihr erster Ehemann 1525 gemeinsam gekauft hatten, und die daraus resultierenden Rentenzahlungen – entspann sich später ein langwieriger Rechtsstreit mit Stadtarzt Konrad Nyder (1496–1562), Schöffe Peter Stuttgin und Goldschmied Ulrich Rech († nach 1551) als Erben von Paul Rech genannt Leder und seiner Frau Barbara (vielleicht die Schwiegereltern). Die Schwäger des Ulrich Fabricius bzw. des Justinus Göbler machten für ihre Frauen und Kinder Erbansprüche geltend. Die Meisterin (Äbtissin) von Stuben Katherina von der Neuenburg († um 1536/37) versuchte gleichzeitig, eine Ablösung der Weinrente durch Abzahlung der Schuld zu erreichen.
1533 war Justinus Gobler Gerichtsschreiber (scriba forensis) und 1534/35 Stadtsekretär in Koblenz (scriba Confluentinus). Er gehörte zum Humanistenkreis um den Trierer Erzbischof Richard von Greiffenklau zu Vollrads und korrespondierte unter anderem mit Erasmus von Rotterdam, Bonifacius Amerbach, Philipp Melanchthon, Martin Bucer und Simon Reichwein. Für Joachim Camerarius d. Ä. erstellte der Stadtschreiber Justin Gobler in Koblenz die Kopie eines Codex von Macrobius Ambrosius Theodosius.

### Promotion in Orléans
1535 immatrikulierte sich Justin Goblerus in Orléans und legte die Licentia in legibus ab.

### Professor in Trier
Von 1535 bis 1537 war Göbler Professor für Moralphilosophie bzw. Professor für die Rechte (Legum apud Trevirorum civitatem professor publicus) in Trier. Einer seiner Schüler in Trier soll Kaspar von Niedbruck gewesen sein. Tatsächlich widmete Gobler jedoch 1537 dessen Metzer Vettern Johannes (Bruno) II. (* um 1520; † 1557/61) und Philipp (Bruno) von Niedbruck (* um 1523; † nach 1588) eine Veröffentlichung. In der Trierer Zeit verfasste Gobler eine biographische Darstellung zu Petrus Mosellanus und gab einen Sammelband mit kleineren Schriften von Basilius dem Großen, Giovanni Pico della Mirandola, Rudolf Agricola, Erasmus von Rotterdam und Philipp Melanchthon über ein humanistisch orientiertes Studium heraus. Dem Trierer Erzbischof Johann III. von Metzenhausen widmete er 1536 eine Ausgabe des Glossators „Otho Senonensis“ – i. e. Otto Papiensis (um 1200) oder eher der Jurist Eudes de Sens genannt de Saint-Sauveur († 1335). In der Widmungsvorschrift werden der Trierer Offizial und Büchersammler Matthias von Saarburg († 1539) und der kaiserliche Rat Johannes Richard (genannt Fichard) erwähnt. Ein weiteres Werk Summa de ordine iudiciario von Otto Papiensis veröffentlichte Göbler 1543 ebenfalls mit einer Widmung (rückdatiert auf den Januar 1536) an den inzwischen verstorbenen Erzbischof Johann III. von Metzenhausen. Der Jurist und Trierer Universitätsdozent Justin Gobler beklagte 1537 in einer schriftlichen Eingabe an Stadtrat und Erzbischof die Finanzmisere an der Universität Trier. In seinem letzten Jahr als Trierer Rechtsprofessor bereitete Gobler die Herausgabe einer Sammlung prophetischer Texte und Verheißungen vor.

### Syndikus in Lübeck und Rat in Niedersachsen; Erbschaftsprozess
1537/38 war Göbler – als Vorgänger von Johann Rudel – Syndikus in Lübeck.
Herzog Erich I. von Braunschweig-Lüneburg berief ihn 1539 zu seinem Rat; der Herzog verstarb allerdings bereits im folgenden Jahr beim Hagenauer Religionsgespräch an der Ruhr. Am 1. Mai 1541 hielt Göbler eine erste Trauerrede und am 28. September 1541 anlässlich von Überführung aus dem Elsass und Beisetzung des Herzogs in Münden eine „zweite Grabrede“ vor dem 13-jährigen Prinzen Erich II. von Braunschweig-Calenberg-Göttingen. Ein Epicedion auf die verstorbenen braunschweigischen Herzöge widmete Göbler dem Kanzler Jakob Reinhard.
Anschließend war Göbler Rat der Herzoginwitwe Elisabeth von Brandenburg in der Nebenresidenz Neustadt am Rübenberge. Anlässlich der Hochzeit von Prinzessin Elisabeth von Braunschweig-Calenberg mit Georg Ernst von Henneberg-Schleusingen am 19. August 1543 in Münden veröffentlichte Göbler eine Festschrift, in der er die Rückkehr Kaiser Karls V. aus Italien bzw. Spanien nach Deutschland feierte. 1543/44 wurde er Hofrichter (iudex Curiae) zu Münden, wo er Elisabeth von Brandenburg, die Vormünderin von Erich II., bei der Reformierung des Gerichtswesens unterstützte.
Um 1541/1542 gab Justin Gobler den von seinem Ehevorgänger Ulrich Fabricius verfassten Processus iudicarius utilissimus heraus. Zum Tod des Humanisten Helius Eobanus Hessus (1488–1540) verfasste Gobler ein an Johann Magenbuch adressiertes Trauergedicht, das 1543 von seinem Freund Christian Egenolph in Marburg veröffentlicht wurde.
Im Auftrag von Elisabeth von Brandenburg, die um ihre weitere Vormundschaft kämpfte, reiste Gobler 1544 zum Reichstag zu Speyer. König Ferdinand I. stellte dem braunschweigischen Rat Dr. Justin Gobler am 9. Juni 1544 in Speyer einen Schutzbrief aus.
Unter Franz von Waldeck wurde er 1546 Kanzler der Hochstifte Münster und Osnabrück. Als Justin Göbler 1545/46 für den Bischof von Münster am Reichstag zu Worms teilnahm, wurde die strittige Geldsumme in der Erbschaftsangelegenheit seiner Frau von den Klägern in Göblers Abwesenheit bei der Edelfrau Margarethe von Schöneck zu Spurkenburg († 1572), der Witwe des Kurtrierer Hofmeisters Johann von Nassau-Sporkenburg († 1533), die von den Eheleuten Göbler ein Darlehen in gleicher Höhe bekommen hatte, beschlagnahmt (arrestiert). Der erzbischöfliche Notar Jakob Viernickel fertigte am 3. April 1545 die Aufforderung zur Kautionsleistung und eine gerichtliche Ladung an die Kläger nach Koblenz aus.
Am 8. März 1546 unterzeichnete der Kanzler Göbler als Gesandter des Bischofs von Münster, Osnabrück und Minden auf einem Konvent der Stände von Obersachsen, Niedersachsen und Westfalen in Hannover eine Landfriedenseinung gegen gardende Landsknechtshaufen. Aus Hannover richteten Gobler und Bischof Franz von Waldeck die Schrift De grassatura militum non toleranda (= Dass Reislaufen nicht geduldet werden darf) an Kaiser Karl V.
In der Schlussphase des Schmalkaldischen Kriegs starb im Juni 1547 der evangelische Pfarrer Remigius Albulan (Alban) in Bacharach. Zur Veröffentlichung von dessen geistlichem Testament steuerte Iustinus Goblerus (I. G. Andronicus) einen Bibelvers (Sir 27,6 ) sowie ein eindrückliches neulateinisches Bittgebet um Frieden bei und zitierte eine Liedstrophe von Josquin Desprez.
Nach der Niederlage des Schmalkaldischen Bundes wurde Gobler im Sommer 1547 von Bischof Franz von Waldeck zu Kaiser Karl V. als Gesandter abgefertigt.

### Nobilitierung; Rat in Dillenburg
1548 bis 1559 war Justin Göbler nassau-katzenelnbogischer Rat Wilhelms von Nassau-Dillenburg und „als einem Jungen angehenden regierenden Fürsten“ des Junggrafen Wilhelms I. von Nassau-Dillenburg, Prinz von Oranien, in Dillenburg. Am 18. Februar 1548 erhielt der nassauische Rat Justin Göbler unter dem römisch-deutschen König Ferdinand I. eine Adelsbestätigung als rittermäßigen Adelsstand und eine Wappenbesserung. 1549 trug Gobler ein neulateinisches Gedicht zu einem von Erasmus Rotenbucher gesammelten und in Nürnberg bei Johann vom Perg (Montanus) († 1563) herausgegebenen Liederbuch bei. 1552 verfasste er eine Einführung in das Zivilrecht, die er sämtlichen Dillenburger Junggrafen widmete. Auf Wunsch seines Freundes Christian Egenolff übersetzte Gobler die von Johannes Pollicarius (1524–1584) herausgegebene Evangelienpostille des Johannes Brenz ins Deutsche.
Nachdem bei einem Verkehrsunfall am 25. April 1559 seine rechte Kniescheibe verletzt worden war, legte er sein Amt in Dillenburg nieder.

### Syndikus in Frankfurt am Main

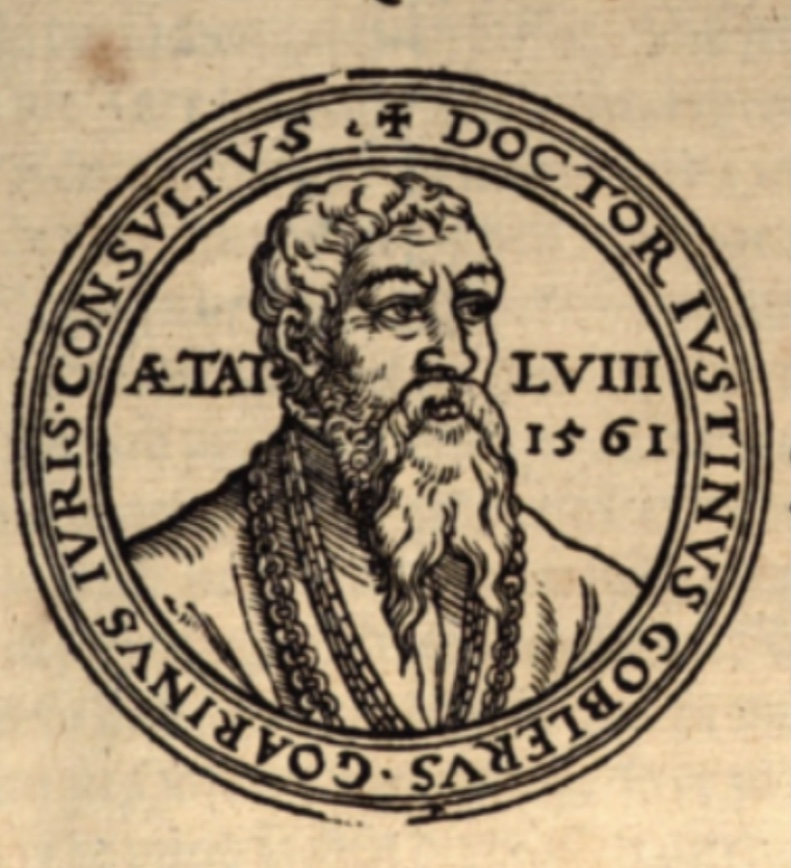
Justin Göbler im Alter von 58 Jahren als Frankfurter Syndikus, Holzschnitt von 1561, Jost Ammann zugeschrieben

Justin Göbler im Alter von 61 Jahren

Angeblich schlug Göbler einen Ruf auf eine Professur in Marburg aus. Ab 1559 war er Syndikus der Freien Reichsstadt Frankfurt am Main. 1561 verfasste er ein Gedicht (Klagegesang) auf den großen Stadtbrand von Sankt Goar am 7./8. November (veröffentlicht 1565). 1565 widmete Göbler dem 1552 verstorbenen Humanisten Johannes Sichard und seinem Biographen Johann Fichard ein lateinisch-griechisches Heptastichon und Sichard ein weiteres Gedicht. 1566 berichtete er im Vorwort zur 2. Auflage seiner Novellae Constitutiones von seinem „eynsamem Wittwer stand“, er sei jetzt Viduus & Orbus (verwaist und kinderlos) und „in … betrübnuß“. Justin Göbler förderte unter Mitwirkung von Magister Johann Ulrich Strupp († 1567) und Korrektor Nicolas Wolch eine Neuausgabe der Chronica (1532) von Johannes Carion in einer von Melanchthon und Caspar Peucer erweiterten deutschen Fassung durch den Frankfurter Drucker Sigmund Feyerabend. Diese Veröffentlichung von 1566 führte zu erheblichen Urheberrechtsstreitigkeiten mit Peucer, in denen Feyerabend versuchte, die Verantwortlichkeit auf die inzwischen verstorbenen „Herausgeber“ Göbler und Strupp abzuwälzen. 1567 war Göbler in seinem 63. Lebensjahr in Frankfurt am Main verstorben und auf dem Peterskirchhof bestattet worden.

### Bedeutung
Von Bedeutsamkeit ist Göblers lateinische Übersetzung der deutschen Constitutio Criminalis Carolina von 1543. Seine zahlreichen historischen Arbeiten behandeln zumeist zeitgeschichtliche Themen (Geschichte des Herzogtums Braunschweig, Hildesheimer Stiftsfehde, Venezianerkrieg u. a.) und haben den Charakter von „Hofgeschichtsschreibung“. Gobler verfasste auch eine Fortsetzung von Johannes Sleidanus De statu religionis et rei publicae Carolo V. Caesare commentarii für die Jahre 1556 bis 1567, die nach seinem Tod von dem Rauschenberger Pfarrer Johannes Fink († 1584) herausgegeben wurde.
Durch seine Heirat war er in den Besitz vieler antiker Handschriften aus dem Nachlass des Handschriftensammlers Ulrich Fabricius gekommen, die er teils selbst herausgab, teils anderen humanistisch gesinnten Gelehrten zur Veröffentlichung überließ. Sein umfangreicher Briefwechsel wurde bisher nur teilweise veröffentlicht. Von Göbler stammen grundlegende biographische Mitteilungen über Fabricius und Petrus Mosellanus. Er verfasste auch eine Sammlung biographischer Skizzen über Personen der Antike.

## Quellen (zumeist enthalten in Göblers Werken)

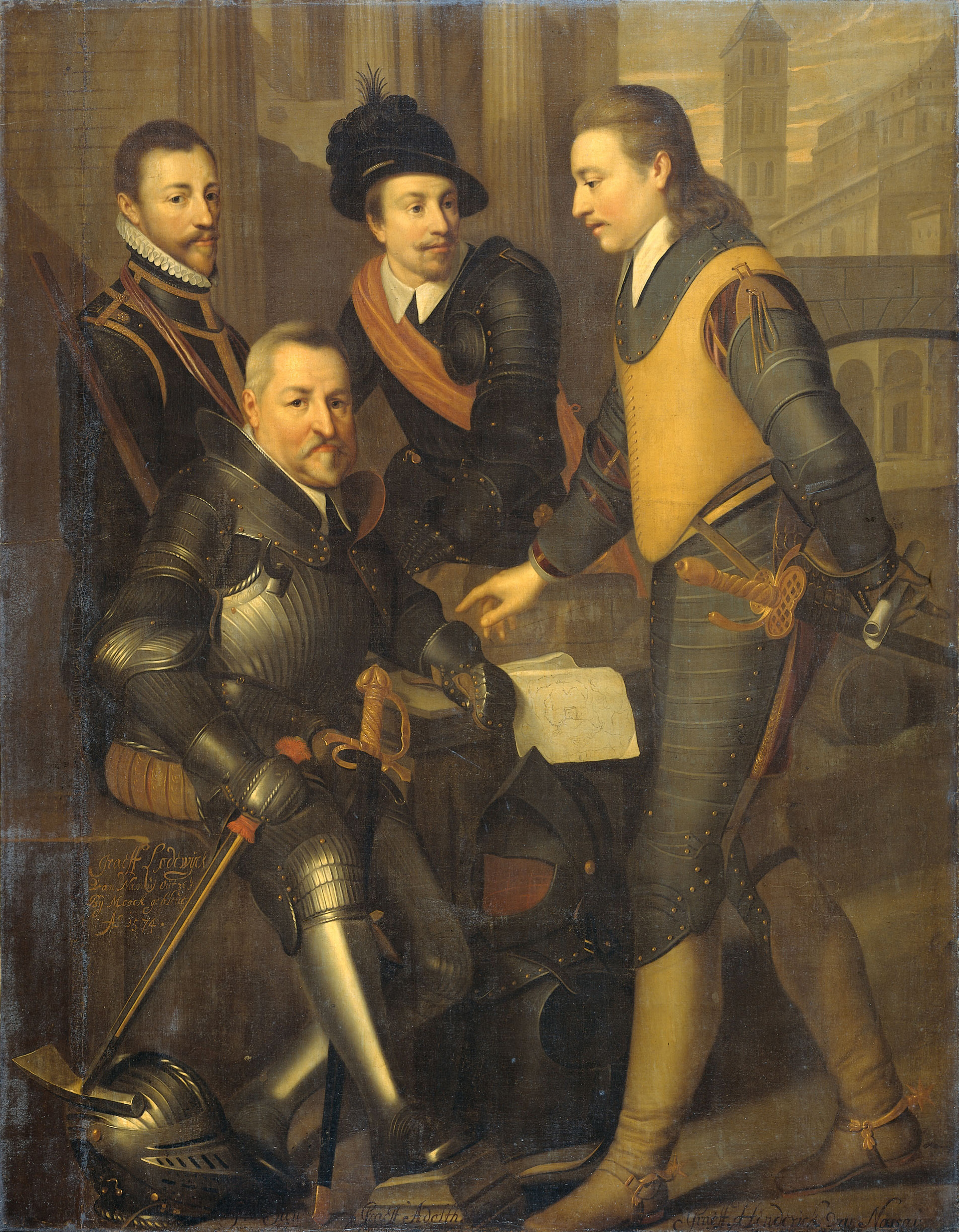
Ludwig (links), Johann VI. (sitzend), Adolf und Heinrich von Nassau-Dillenburg; Gemälde von Wybrand de Geest, um 1630